# Emílio Maurell Filho
Emílio Maurell Filho (Rio Grande, 31 de maio de 1900 - Rio de Janeiro, 28 de outubro de 1977) foi um militar brasileiro. 

## Biografia
Estudou na Escola Militar do Realengo, no Rio de Janeiro, de 1918 a 1921. Em 1922, participou da repressão ao levante tenentista, em especial no Forte de Copacabana e na escola do Realengo.
Foi comandante de um dos grupos de artilharia das Forças Expedicionárias Brasileiras, na Itália.
Em 1955, tornou-se secretário-geral do Ministério da Guerra, sob a direção de Henrique Lott. Na função, ficou encarregado de investigar uma suposta participação de João Goulart na organização de uma mobilização sindical conjunta entre argentinos e brasileiros, no que ficou conhecido como o caso da Carta Brandi.
Entre 10 de janeiro e 18 de novembro de 1956, comandou a Escola de Comando e Estado-Maior do Exército
No período de 5 de fevereiro a 4 de julho de 1960, comandou a Escola de Aperfeiçoamento de Oficiais, no Rio de Janeiro.
Entre 19 de junho e 6 de novembro de 1962, comandou a 1ª Região Militar, também no Rio de Janeiro.
Foi, ainda, comandante da Escola Superior de Guerra (ESG) e presidente do Conselho Nacional do Petróleo.
Participou ativamente das ações que levaram ao golpe militar.